# Rotonda, Basilicata
Rotonda är en ort och kommun i provinsen Potenza i regionen Basilicata i Italien. Kommunen hade 3 435 invånare (2017).